# Rashad Taylor
Rashad Jamal Taylor (sinh ngày 21 tháng 3 năm 1981) là một nhà tư vấn chính trị và cựu chính khách đến từ Atlanta, Georgia. Là một thành viên Đảng Dân chủ, ông phục vụ từ năm 2009 đến năm 2013 tại Hạ viện Georgia, đại diện cho Thành phố Atlanta từ khu vực 55 của Hạ viện. Ông được bầu lần đầu tiên vào tháng 11 năm 2008, ở tuổi 27, khiến ông trở thành thành viên phục vụ trẻ nhất của Đại hội đồng. Sau khi tái đắc cử năm 2010, ông được bầu làm Phó Chủ tịch Hạ viện, vị trí lãnh đạo cấp cao thứ tư trong Hạ viện. Ở tuổi 31, Taylor là thành viên trẻ nhất trong ban lãnh đạo Đại hội đồng, Hạ viện hoặc Thượng viện, Đảng Dân chủ hoặc Cộng hòa.

## Cá nhân
Là một người Mỹ gốc Phi, Taylor sống trong khu phố Lịch sử West End của Atlanta và là một thành viên tích cực của Giáo hội Thế giới Định mệnh ở Austell.
Vào ngày 27 tháng 5 năm 2011, Taylor công khai đồng tính sau khi phát hành một bức thư điện tử tố cáo Taylor là người đồng tính và sử dụng vị trí chính thức của mình để gạ gẫm quan hệ tình dục.  Người tố cáo Taylor sau đó thừa nhận ông không có bằng chứng cho những cáo buộc của mình chống lại Taylor.  Ông là một trong bốn thành viên LGBT công khai của Đại hội đồng Georgia, cùng với Hạ nghị sĩ Karla Drenner (D–Avondale Estates), Simone Bell (D–Atlanta), và Keisha Waites (D–Atlanta). Taylor là người đồng tính nam công khai đầu tiên phục vụ trong Đại hội đồng Georgia và chỉ là nhà lập pháp nam người Mỹ gốc Phi đồng tính thứ hai ở Hoa Kỳ.